# Cher...Special
Cher... Special es el primer programa especial de la cantante y actriz Cher, emitido por primera vez en 3 de abril de 1978 a las 9:00 p. m. por la cadena estadounidense ABC. El programa fue hecho, principalmente, con el fin de promocionar su álbum  Take Me Home. Cher ... Special fue visto por millones de espectadóres, lo que lo convirtió en uno de los diez programas más vistos en esa semana.

## Números musicales
- "West Side Story|West Side Story Medley" interpretodo por Cher
- "Hot Legs" interpretodo por Rod Stewart
- "Two Doors Down" interpretodo por Dolly Parton
- "Musical Battle to Save Cher's Soul Medley" interpretodo por Cher, Dolly Parton y The Tubes.
- "When You Wish Upon A Star" interpretodo por Cher